# ماراكويا (الفاكهة)

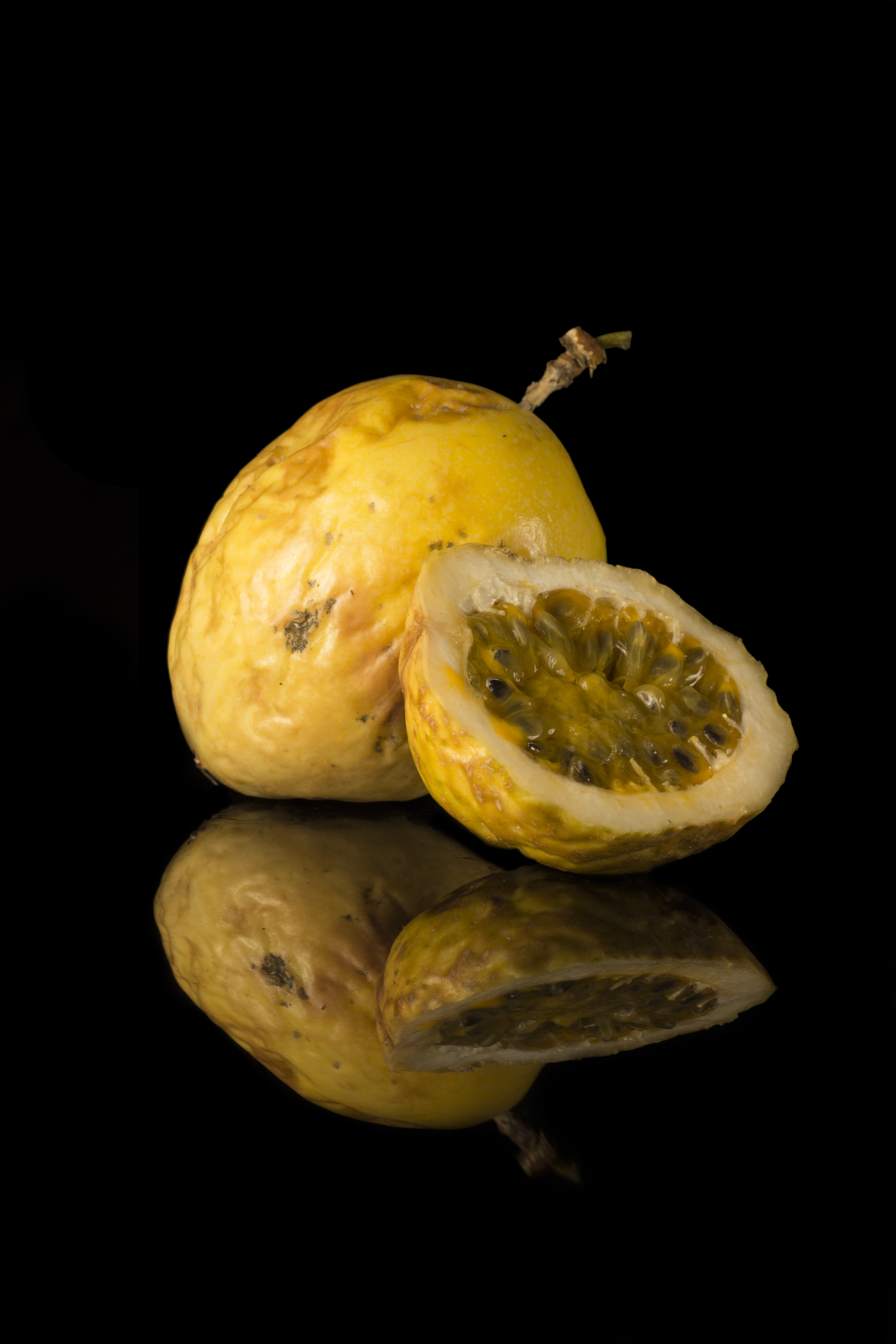
ثمرة باشن فروت ناضجة.

ماراكويا (بالانكليزية passion fruit) (بالبرتغالية: maracujá) (بالإسبانية: maracuyá) وكلاهما من لغة توبي "الفاكهة التي تُقَدِّم نفسها" أو "طعام في كويا") هي ثمرة عدد من النباتات في جنس باسيفلورا .
فاكهة الباشن فروت والمعروفة علميًا باسم Passiflora edulis أو Passiflora flavicarpa، كما تُعرف باسم فاكهة العاطفة، أو مس فلورا، أو فاكهة زهرة الآلام، هي أحد أنواع النباتات التي تنتمي إلى الفصيلة Passifloraceae من بين 500 نوع في هذه العائلة من النباتات. تتميز فاكهة الباشن فروت بخصائصها الطبية المميزة، وتُعد المناطق الاستوائية وشبه الاستوائية بيئاتٍ مناسبة لنمو الأنواع المُختلفة منها، ويرجع موطنها الأصلي إلى المنطقة الجنوبية في البرازيل.
تُزرع الباشن فروت في جميع أنحاء العالم، حيث يمكن العثور عليها في آسيا وأوروبا وأستراليا وأمريكا الجنوبية والشمالية. قد يختلف مظهر ثمار هذه الفاكهة من منطقة جغرافية لأخرى، فبينما قد تجدها مستديرة في مناطق، قد تصادف أنواعًا بيضاوية الشكل منها في مناطق أخرى. يتراوح لون هذه الفاكهة بين درجات الأصفر والبنفسجي.

## تاريخ
تم إدخال فاكهة العاطفة أو الماركويا لأول مرة إلى أوروبا عام 1553.

## الثمرة

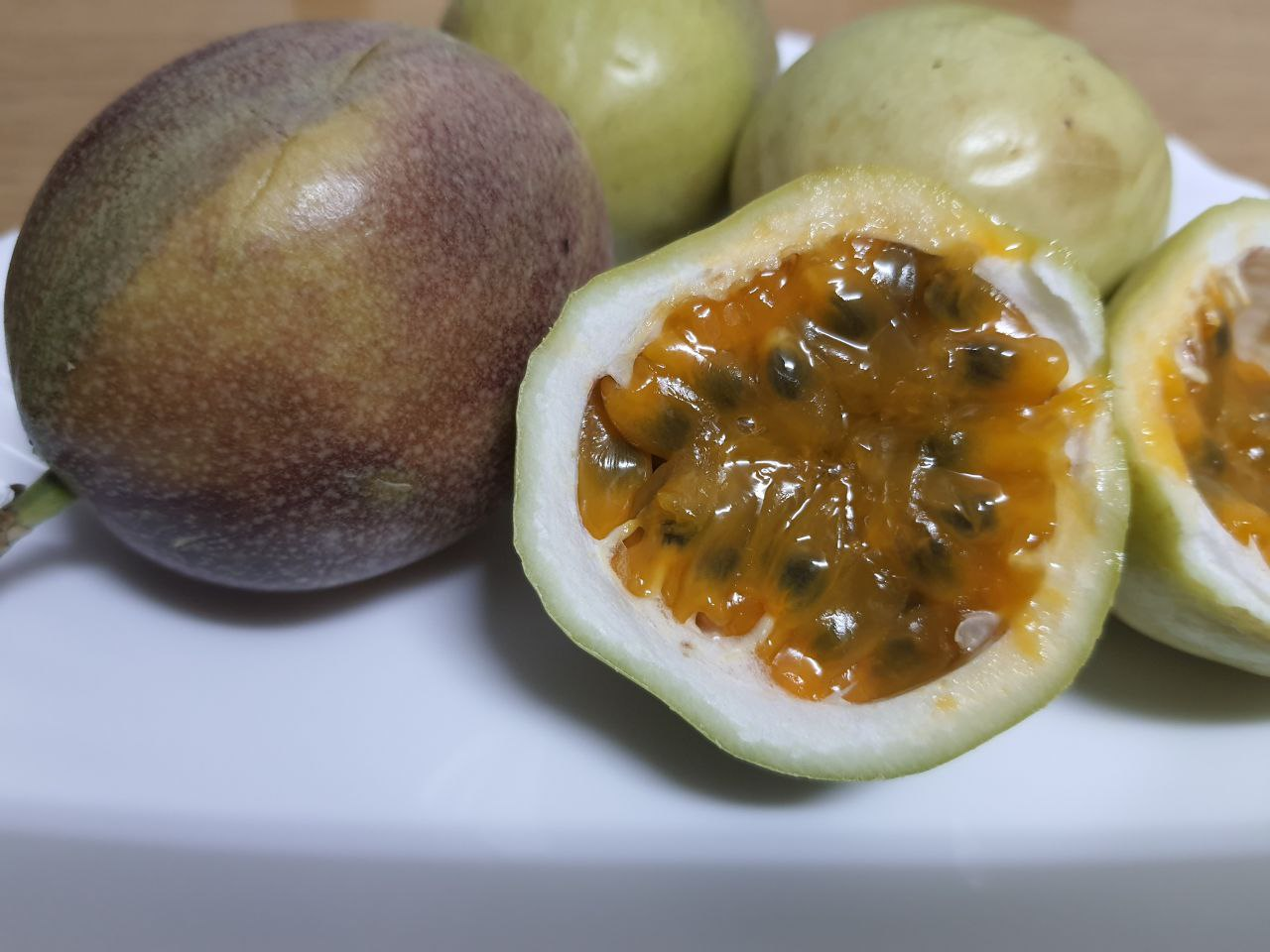
ثمرة باشن من مزرعة في الأردن

ثمرة الباشن فروت عبارة عن طبقة قشرة سميكة تحيط فجوة ممتلئة بلبٍ ذي لونٍ برتقالي اللون، ويحتوي هذا اللب على ما يُقارِب 250 بذرة صلبة سوداء أو بنية اللون، ويُعد اللب والبذور من الأجزاء القابلة للأكل رغم حموضة البذور إلى حدٍ ما، ويُمكن تمييز الثمار الناضجة من الباشن فروت بثقل وزنها مُقارنة بحجمها، وسُمك قشرتها، أما تجعد القشرة فيعني أنها على وشك الجفاف، ويمكن تجميد لب الثمرة، أو تخزينها في الثلاجة مدة أسبوعين إلى ثلاثة أسابيع، أما في الأجواء الباردة فيمكن إبقاؤها في درجة حرارة الغرفة.

## القيمة الغذائية
تعتبر الباشن فروت مصدراً جيداً للألياف، وأيضاً للفيتامين (ج)، والفيتامين (أ)، وهي غنية بالمركبات النباتية، بما في ذلك الكاروتينات والبوليفينول. في هذا السياق، وجدت إحدى الدراسات أن هذه الفاكهة كانت أغنى في البوليفينول من عدة فواكه استوائية أخرى، بما في ذلك البابايا والليتشي والمانجو والأناناس.
كما أكدت قاعدة بيانات المغذيات الوطنية لوزارة الزراعة الأميركية أنّها تحتوي بالإضافة إلى الفيتامين (أ) و(ج)، على الريبوفلافين، والنياسين الحديد، والمغنيسيوم، والفوسفور، والبوتاسيوم، والنحاس، والألياف والبروتين. ويذكر البعض أهمية تزامن الحديد مع الفيتامين (ج)، فالأخير يعزّز امتصاص الجسم للحديد الذي عادة لا يأخذه الجسم من النباتات. تحتوي حبة واحدة من فاكهة على:

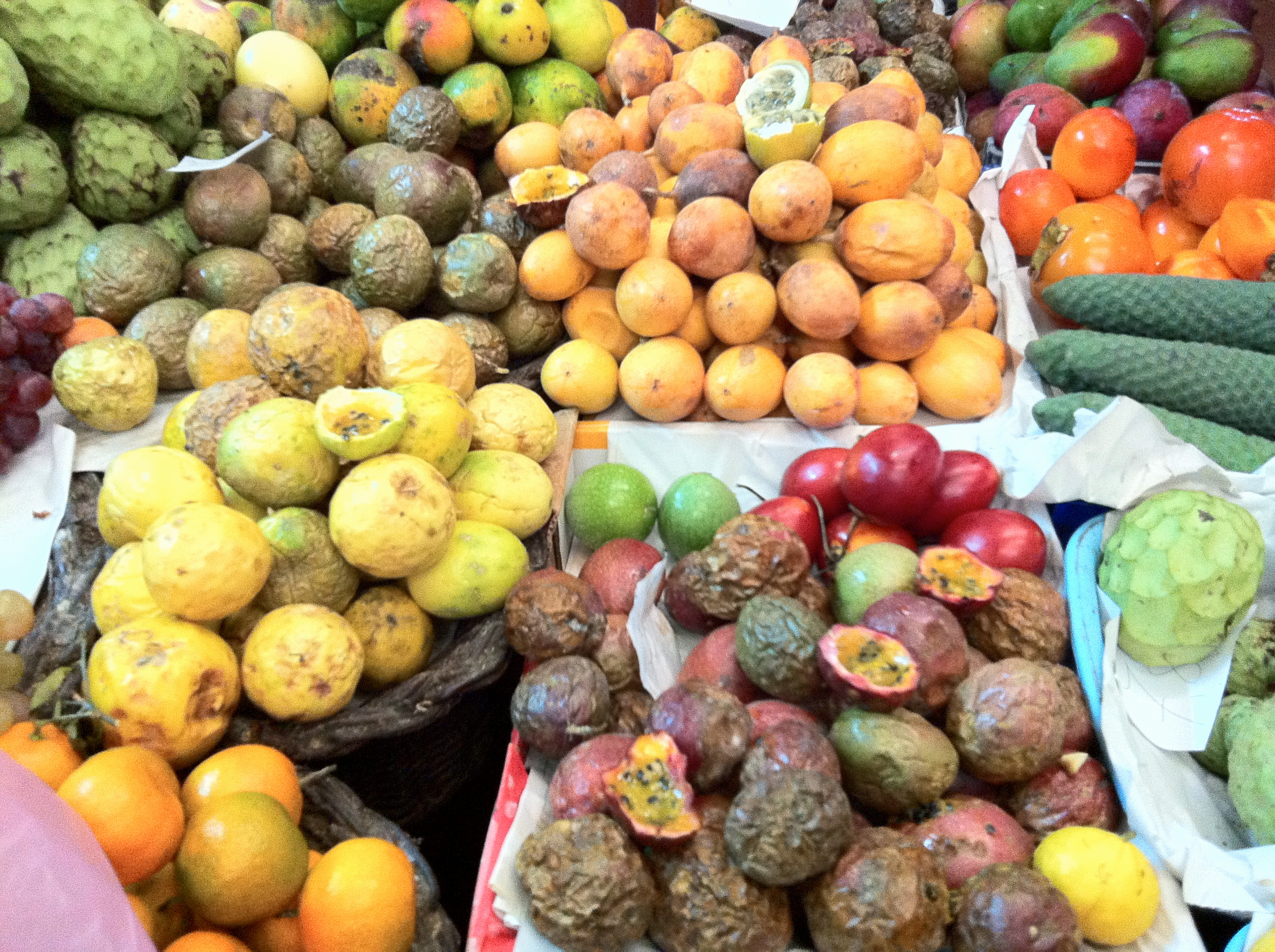
مجموعة متنوعة من ثمار العاطفة في أحد الأسواق في البرتغال

- السعرات الحرارية: 17.5
- البروتين: 0.4 غرام
- الكربوهيدرات: 4.2 غرامات
- الدهون: 0.12 غرام
- الألياف: 1.9 غرام
- الصوديوم: 5 ملغ
- الفيتامين ج: 5.4 ملغ
- البوتاسيوم: 62.6 ملغ
- المغنيسيوم: 5.2 ملغ
- الفيتامين أ: 11.5 ميكروغراما.

## صور
1. ↑  Morton JF (1987). "Passionfruit, p. 320–328; In: Fruits of Warm Climates". NewCrop, Center for New Crops and Plant Products, Department of Horticulture and Landscape Architecture at Purdue University, W. Lafayette, Indiana. مؤرشف من الأصل في 2023-03-14. اطلع عليه بتاريخ 2020-01-22.
2. ↑  Dennis S. Hill (16 يوليو 2008). Pests of Crops in Warmer Climates and Their Control. Springer Science & Business Media. ص. 605–. ISBN:978-1-4020-6738-9. مؤرشف من الأصل في 2023-04-09.
3. ↑  "HS1406/HS1406: The Passion Fruit in Florida". edis.ifas.ufl.edu (بالإنجليزية). Archived from the original on 2023-06-08. Retrieved 2022-02-17.
4. ↑  "الباشن فروت (فاكهة العاطفة).. فوائدها الصحية والغذائية". صحتك. مؤرشف من الأصل في 2024-07-04. اطلع عليه بتاريخ 2024-07-01.